# FC Rillaar Sport
FC Rillaar Sport was een Belgische voetbalclub uit Rillaar. De club was aangesloten bij de KBVB en had groen en wit als clubkleuren.

## Geschiedenis
De club sloot zich aan bij de Belgische Voetbalbond in het midden van de jaren 50. FC Rillaar Sport bleef er de volgende jaren in de provinciale reeksen spelen.
Na verschillende jaren in Derde en Tweede Provinciale zakte FC Rillaar Sport in 2008 weer naar Derde Provinciale. Na een seizoen in de subtop haalde men daar in 2010 de titel en kon men terug in Tweede Provinciale. Men ging ook daar het volgend seizoen verder op dat elan en in 2011 werd men ook in Tweede Provinciale kampioen. Rillaar stootte zo verder naar het hoogste provinciale niveau.
In 2018 fuseerde FC Rillaar Sport met Wolfsdonk Sport en KVC Langdorp tot RWL Sport, met als stamnummer dat van Wolfsdonk (7162).